# Gilbert Lonzarich
Gilbert George „Gil“ Lonzarich (* 1945) ist ein Physiker am Cavendish Laboratory der University of Cambridge.
Lonzarich erwarb 1967 an der University of California, Berkeley einen Bachelor, 1970 an der University of Minnesota einen Master und 1973 an der University of British Columbia einen Ph.D. in Physik. Als Postdoktorand arbeitete für das National Research Council of Canada und für das britische Science and Engineering Research Council, bevor er 1978 an die University of Cambridge ging, zunächst als Assistent, dann als Dozent, seit 1997 als Professor.

“The work of Lonzarich – his scientific discoveries, his innovations in material quality and experimental technique – has transformed our thinking about strongly correlated electron systems. Among his many profound contributions, the most important is perhaps his discovery that superconductivity occurs ubiquitously on the border of what was considered one of the harshest environments for superconductivity: magnetism. Indeed the theme of a superconducting dome induced by the suppression of density wave order is now widespread and familiar in contemporary condensed matter physics, and it is fair to say that it is the work of Lonzarich and collaborators that established this fundamental idea. The tour de force experimental program of Lonzarich simultaneously shattered experimental limitations on sample quality, signal detection sensitivity, high magnetic fields, high applied pressures, and low temperatures, and led to the discovery of unconventional superconductivity under applied pressure in a series of magnetic materials.”

„Lonzarichs Arbeit – seine wissenschaftlichen Entdeckungen, seine Innovationen in der Materialqualität und Experimentiertechnik – haben die Vorstellungen über stark korrelierte Elektronensysteme umgewälzt. Er ist insbesondere für seine Entdeckung bekannt, dass Supraleitung häufiger als erwartet im Grenzbereich zu Magnetismus auftritt, was normalerweise als der Supraleitung entgegenstehend gilt (Anmerkung: Supraleiter verdrängen normalerweise Magnetfelder aus ihrem Innern). Das Modell einer „supraleitenden Kuppel“, der durch die Unterdrückung des Ordnungsgrads der Dichtewellen verursacht wird, hat in der zeitgenössischen Festkörperphysik weite Verbreitung gefunden. Lonzarichs experimentelles Meisterstück liegt in der gleichzeitigen Überwindung der experimentellen Beschränkungen, die sich aus der Qualität des Probenmaterials, aus der Messempfindlichkeit, den starken Magnetfeldern, dem angewandten hohen Druck und den tiefen Temperaturen ergeben. Es führte zu der Entdeckung einer „unkonventionellen Supraleitung“ unter hohen Drücken in einer Reihe von magnetischen Materialien.“

Lozarich ist seit 1989 Mitglied der Royal Society. 1989 erhielt er den CMD Europhysics Prize der European Physical Society, 1991 den Max-Born-Preis von Deutscher Physikalischer Gesellschaft und Institute of Physics, 2007 die Guthrie-Medaille des Institute of Physics, 2010 die Rumford-Medaille der Royal Society und 2015 den Kamerlingh Onnes Prize der International Conference on the Materials and Mechanisms of Superconductivity.